# Brisaster fragilis
Brisaster fragilis is een zee-egel uit de familie Schizasteridae.
De wetenschappelijke naam van de soort werd in 1844 gepubliceerd door Magnus Wilhelm von Düben & Johan Koren. Na aanvankelijk in het geslacht Brissus te zijn geplaatst, is de soort nog verplaatst naar de geslachten Periaster, Schizaster en Tripylus, alvorens in het geslacht Brisaster te worden opgenomen.